# Specialne operacije
Specialne operacije so neustaljene vojaške operacije, ki jih izvajajo specialne sile.
Med specialne operacije štejemo:
- zajetje oseb in/ali zgradb,
- operacije iskanja in reševanja,
- izvidništvo v sovražnikovem zaledju,
- napad na pomembne vojaške cilje v sovražnikovem ozemlju,...
- Nekonvencionalno bojevanje